# TSG Balingen
Die TSG Balingen (offiziell Turn- und Sportgemeinschaft Balingen von 1848 e. V.) ist ein Sportverein in Balingen in Baden-Württemberg. Die TSG ist mit über 1545 Mitgliedern der zweitgrößte Sportverein im Zollernalbkreis. Die 1. Handball-Männermannschaft fusionierte 2002 mit der Mannschaft des TV Weilstetten zur HBW Balingen-Weilstetten, die von 2006 bis 2017 und wieder seit 2019 in der Handball-Bundesliga spielt. Im September 2020 spaltete sich die Fußball-Abteilung, deren erste Mannschaft Stand dato in der Regionalliga Südwest spielte, vom Stammverein ab. Diese firmiert nun unter dem Namen TSG Balingen Fußball.

## Turn-Abteilung
Die Turn-Mannschaft der TSG Balingen ist seit 2010 in der Liga des Schwäbischen Turnerbunds (STB) und seit 2016 in der Deutschen Turnliga vertreten.

### Anfänge als Turnverein

Ehemaliges Vereinswappen bis 2021

Am 18. Juni 1848 wurde die Turngemeinde (TG) Balingen gegründet. Diese löste sich im Folgejahr wieder auf. 1861 folgte die erneute Gründung einer Turngesellschaft und 1863 die Gründung eines Turnvereines. Nach einigen Jahren kamen die Aktivitäten wieder zum Erliegen. Am 26. Juni 1880 fand die Wiedergründung der Turngemeinde Balingen statt. 1909 erfolgte die Eintragung ins Vereinsregister.

### Erfolge der ersten Mannschaft
Der ersten Frauenmannschaft der TSG gelang der direkte Aufstieg (ohne Relegation) in die nächsthöhere Liga seit 2010.
- 2010: Meister der STB-Kreisliga Staffel 4
- 2011: Meister der STB-Bezirksliga
- 2012: Meister STB-Landesliga
- 2013: Meister der STB-Verbandsliga
- 2014: Meister der STB-Oberliga, Verzicht auf die Relegation zur Regionalliga
- 2015: Meister STB-Oberliga, Aufstieg in die Regionalliga Süd
- 2016: 5. Platz Regionalliga Süd
- 2017: 5. Platz Regionalliga Süd
- 2019: 2. Platz Regionalliga Süd, Aufstieg in die 3. Bundesliga
- 2021: 7. Platz 3. Bundesliga

### Erfolge der zweiten Mannschaft
- 2011: Meister der STB-Kreisliga B
- 2012: Meister der STB-Kreisliga A
- 2013: Vizemeister STB-Bezirksliga
- 2014: Vizemeister der STB-Bezirksliga
- 2015: 3. Platz in der STB-Landesliga, Qualifikation für die Verbandsliga
- 2016: 5. Platz in der STB-Verbandsliga
- 2017: Vizemeister STB-Verbandsliga
- 2018: Vizemeister STB-Oberliga

## Weitere Abteilungen
Neben Fußball- und Turnabteilung umfasst die TSG Balingen noch die Abteilungen Basketball, Faustball, Fechten, Fitness und Gesundheit, Judo, Karate, Modern Sports, Leichtathletik, Rehabilitations-Sport-Gruppe, Schwimmen, Tanzsport und Volleyball.

## Ehemalige Abteilungen

### Handball-Abteilung
Die Handball-Abteilung, die den Eigennamen TSG Balingen Handball 2000 hatte, war in der Oberliga der Region Zollernalbkreis ansässig. Im Jahr 2002 fusionierte die Handball-Abteilung mit den ersten Männermannschaften des TV Weilstetten. Aus der Fusion entstand der HBW Balingen-Weilstetten.

### Fußball-Abteilung
Da die Zusammenarbeit zwischen Hauptverein und Fußball-Abteilung sich immer schwieriger gestaltete, gab es interne Beweggründe, dass sich Hauptverein und Fußball-Abteilung trennen. Diese Beweggründe lagen aufgrund des Spielklassenwechsels offenbar auch im Bereich des Risikomanagements und waren finanzieller Natur: die mit dem erstmaligen Aufstieg in die Regionalliga Südwest zur Saison 2018/2019 einhergehenden erwartbar höheren Ausgaben, wie Reisekosten, Spielergehälter u.ä., sollten im Falle einer möglichen Schieflage nicht den Gesamtverein belasten. Die Abspaltung war seit mindestens Oktober 2018 geplant und wurde im September 2020 als „Modell ohne finale Trennung“ realisiert. Die Vorsitzende des Gesamtvereins TSG Balingen verglich die Ausgliederung der Fußballabteilung mit derjenigen der Spvgg Unterhaching.

## Persönlichkeiten
- Dominik Bentele, Fußballspieler des TSV Berg 1919, ehemals SSV Reutlingen 05, VfR Aalen und SG Sonnenhof Großaspach, spielte in seiner Jugendzeit in Balingen
- Torsten Chmielewski, ehemaliger Juniorennationalspieler und Fußballprofi u. a. bei FC St. Pauli und Arminia Bielefeld, spielte zum Abschluss seiner aktiven Karriere ein Jahr lang für die TSG Balingen
- Frank Elser, ehemaliger Fußballspieler VfB Stuttgart, Alemannia Aachen, SSV Ulm 1846 und Stuttgarter Kickers, trainierte nach seiner aktiven Zeit die TSG
- Aðalsteinn Eyjólfsson, isländischer Handballtrainer des TV Hüttenberg, spielte in seiner aktiven Zeit für Balingen
- Josef Hipp, ehemaliger Leichtathlet, mehrfacher deutscher Meister in Zehnkampf, Diskuswurf und Kugelstoßen
- Florian Kath, Fußballprofi des SC Freiburg, spielte bis 2013 in Balingen
- Tonči Peribonio, Handball-Europameister 1994 mit Kroatien
- Eugen Strigel, ehemaliger Bundesliga-Schiedsrichter, spielte in der Jugend für Balingen[12]
- Sinan Tekerci, Fußballprofi bei der SV Elversberg, spielte in der Jugend für Balingen

## Stadion
Leichtathletik- und Fußballveranstaltungen der TSG Balingen finden in der Bizerba-Arena (bis Juli 2016: Au-Stadion) der Stadt Balingen statt.